# Морель-Фасьо, Альфред
Альфред Морель-Фасьо (фр. Alfred Morel-Fatio; 9 января 1850 года, Страсбург — 10 октября 1924 года, Версаль) — французский историк-испанист.
Окончил Школу хартий (1874), стажировался также в Бонне у Фридриха Кристиана Дица, чью «Грамматику романских языков» перевёл на французский язык. В 1875—1880 годах работал в Национальной библиотеке Франции, подготовив каталог хранящихся в ней испанских и португальских рукописей (фр. Catalogue des manuscrits espagnols et portugais de la Bibliothèque Nationale; 1881—1892). Затем на протяжении пяти лет преподавал в Алжире, а в 1885 году вернулся в Париж, где преподавал в Школе высших исследований (с 1895 года одновременно и в Коллеж де Франс), а также занимал должность секретаря в Школе хартий. В 1907 году занял в Коллеж де Франс кафедру языков и литератур Южной Европы, а в Школе высших исследований возглавил отделение романской филологии.
Морель-Фасьо опубликовал ряд важных исторических, дипломатических и литературных документов XVI—XVIII веков, касающихся Испании и франко-испанских отношений. Изучал испанскую драматургию и, в частности, творчество Кальдерона. Опубликована также  переписка Морель-Фасьо с Жозе Мариа Эредиа.
Член Академии надписей и изящной словесности (1910). Член-корреспондент Королевской академии испанского языка.